# Biblioteca del Campus Universitari de Manresa
La Biblioteca del Campus Universitari de Manresa, ubicada a l'antic edifici de l'escorxador, és una biblioteca universitària de la Universitat Politècnica de Catalunya i dona servei a la comunitat del Campus Manresa: l'Escola Politècnica Superior d'Enginyeria de Manresa, UManresa de la Universitat de Vic - Universitat Central de Catalunya (Fundació Universitària del Bages), i l'Escola Agrària de Manresa.
És un equipament de 1.200 m2 i 240 places, ocupa la nau central de l'antic escorxador de Manresa construït seguint un projecte de l'arquitecte Ignasi Oms i Ponsa, i rehabilitat segons el projecte de l'estudi d'arquitectura Fargas Arquitectes FGRM. Aquest edifici forma part de la selecció d'elements destacats del patrimoni industrial de Catalunya del Museu de la Ciència i de la Tècnica de Catalunya (mNACTEC).
Els documents que formen el fons de la biblioteca estan especialitzats en les àrees d'estudi de les institucions del campus, principalment en electricitat, electrònica industrial i automàtica, sistemes TIC, química, mecànica, recursos energètics i miners, fisioteràpia, podologia, logopèdia, infermeria, educació infantil i administració d'empreses i matèries afins, així com en les especialitats que s'imparteixen a l'Escola Agrària de Manresa. També és el centre de documentació i recerca de referència del Geoparc de la Catalunya Central amb un recull de documents sobre la mineria, la geologia i el medi ambient a la comarca del Bages i el municipi de Collbató. La biblioteca també participa en l'elaboració d'estudis bibliomètrics per l'Observatori de Recerca a la Catalunya Centra (ORCC)l.